# Emili Riu i Periquet
Emili Riu i Periquet (Sort, Pallars Sobirà, 1871 - Madrid, 10 de maig de 1928) fou un periodista, home de negocis i polític català, i és considerat un dels impulsors de l'electrificació de Catalunya.

## Biografia
Com a segon fill d'una família de Sort, va cursar vuit anys d'estudis eclesiàstics al seminari de la Seu, per marxar als 18 anys a Barcelona on estudià la carrera de pèrit mercantil, compaginant-ho amb diferents feines que a poc a poc li van anar obrint camí en la carrera del periodisme. A partir d'aquest punt inicià un recorregut que el dugué a fundar dues empreses referents en l'electrificació de Catalunya. Morí el 10 de maig de 1928 sense deixar descendència pròpia. El seu germà petit Daniel Riu i Periquet també es dedicà a la política.

## Periodista
A Barcelona fou redactor d'El Diluvio i redactor en cap del Diario Mercantil. Conegué Pere Corominas i amb ell matingué una relació d'amistat i de negocis que es mantindria durant anys. El 1896 s'instal·là a Madrid, on va col·laborar a El Heraldo de Madrid i El Globo. El 1898 comprà la Revista de Economía y Hacienda. El 1902 comprà El Globo al seu propietari, el comte de Romanones, i n'esdevingué el director.
El 1916 fundà la Revista Nacional de Economía, amb la finalitat de fomentar l'interès dels capitalistes espanyols en l'economia del país, i on hi col·laborà Guillem Graell i Moles i on publicà l'article ¿Existe en España una oligarquía político-financiera? (1917). També fou redactor en cap del Diario Mercantil.
El 1925 va vendre la Revista Nacional de Economía a Abelardo Lacarrera i Joan Caralt Roca.
A partir de la competència existent entre Energia Elèctrica de Catalunya i Riegos y Fuerzas del Ebro, Emili Riu va utilitzar aquests diversos mitjans periodístics de Madrid i Lleida per atacar a l'empresa rival, Riegos y Fuerzas del Ebro fins a 1914, així com al seu rival polític, Francesc Cambó, especialment en la campanya contra la creació de la CHADE, Companyia Hispano Americana de Electricidad, l'any 1920.

## Polític
El periodisme econòmic li facilità l'entrada en els cercles socials més influents de Madrid, on feu amistats com Práxedes Mateo Sagasta o Álvaro de Figueroa y Torres, primer comte de Romanones, que li obriren les portes del partit liberal. Milità en el Partit Liberal dins la fracció Izquierda Liberal de Santiago Alba Bonifaz. El 1897 fou nomenat inspector de Timbre de la Companyia Arrendatària de Tabacs a Toledo, i el 1898 fou nomenat cap del Negociat d'Inspecció General a Oviedo.
Nacionalment era un espanyolista que sempre mirava de reüll les iniciatives de la Lliga Regionalista, especialment la Mancomunitat de Catalunya, encara que essent diputat lliberal a Madrid defensà l'oficialitat del català, donant suport a vegades a les iniciatives de la Lliga Regionalista de Francesc Cambó. Socialment defensava les iniciatives legislatives que afavorien els seus projectes empresarials.
Emili Riu esdevingué el principal cacic del districte electoral de Sort-Vielha. Des de 1901 Emili Riu sostingué a la muntanya lleidatana un reducte de poder personal fins al final del període monàrquic que li serví per aconseguir de forma ininterrompuda l'acta de diputat a les Corts espanyoles pel districte de Sort a les eleccions generals espanyoles de 1901, 1903, 1905, 1907, 1910, 1914, 1916 i 1923. El 1919-1920 fou senador per Lleida dins del principal suport a Catalunya de Miguel Primo de Rivera, la Unió Monàrquica Nacional. Com a candidat per la Lliga fou diputat el 1923 de nou.
Durant el seu mandat ocupà els càrrecs de sots-secretari de Finances el 1910 i de vicepresident de la comissió de pressupostos del Congrés dels Diputats, on participà en l'informe sobre la transformació de l'impost de consums.
Sent sots-secretari de Finances es va casar amb Maria Atocha Ossorio Gallardo, comtesa vídua que havia estat escriptora, traductora i periodista en diversos mitjans com el diari ABC.

## Cacic polític
El poder polític que assolí Emili Riu, diputat del districte electoral de Sort i senador a Madrid entre 1901 i 1923, li permeté exercir un control social més en benefici propi que de la col·lectivitat. Si bé Emili Riu era el principal detentor d'aquest poder, ho feu amb col·laboració del seu germà Daniel (diputat entre 1914 i 1923), un cunyat de l'Emili, Josep Llari (diputat i senador entre 1907 i 1923), i d'altres personatges locals que tot i que no eren familiars dels anteriors, sí que van observar amb ells una estreta col·laboració política.
A partir de 1904 la posició política d'Emili Riu li va permetre obtenir concessions del Ministeri de Foment d'aprofitament hidroelèctric i mineres al Pirineu català, creant uns lligams entre interessos econòmics i polítics que serien indestriables. Per defensar els seus interessos a la zona feia servir en Josep Llari, diputat a Madrid per Tremp a partir del 1907 i en Daniel Riu, diputat a Madrid pels districtes electorals de la Seu d'Urgell, Solsona i finalment Tremp a partir de 1914.
El manteniment de les actes de diputat al llarg de tant temps fou possible perquè les eleccions es feien de manera poc democràtica i les actes les emplenaven els agents del caciquisme. Aquest control polític s'exercia millor si comptava amb una sèrie de fidels que entressin en el joc político-electoral imperant. En aquest sentit, els diputats provincials representaven un paper important.

## Home de negocis
La posició política que gaudia li va permetre veure les possibilitats d'explotació econòmica en la seva comarca natal de les innovacions tècniques del moment. Amb aquest propòsit va treballar en dos sentits complementaris; per un cantó va adquirir personalment totes les concessions hidràuliques i mineres (de carbó, el combustible de les central tèrmiques de l'època) que pogué i per l'altre va impulsar de forma decisiva la creació d'empreses de producció d'energia elèctrica que explotessin les seves concessions.

### Concessions d'aprofitament hidroelèctric
En 1904 va obtenir del govern la concessió de diferents salts al riu Flamisell i el mateix estiu de 1904 i el de 1905 va fer realitzar un detallat estudi de tota la regió lacustre d'Estany Gento per l'elaboració d'un primer projecte del salt de Cabdella. A través del seu cunyat  Cristòfol Massó tenia accés a la concessió del salt de Molinos, al riu Flamisell, que fou atorgada el mes de març de 1911 i que s'acabaria convertint en la central de Molinos.
Posteriorment el 1908-1909 va obtenir les següents concessions a la conca del Noguera Pallaresa, que el 1914 va vendre a Catalana de Gas i Electricitat:
| Riu               | Propietari/s                      | Detalls del salt                                                                                |
| ----------------- | --------------------------------- | ----------------------------------------------------------------------------------------------- |
| Noguera Pallaresa | Emili Riu Eusebi Bertrand i Serra | Esterri d'Àneu. Boren /Esterri d'Aneu (1908) 10.000 CV i estanys Airoto, Orri i Garrabea (1908) |
| Escrita           | Emili Riu Eusebi Bertrand i Serra | Espot superior. Sant Maurici (1909) 14.000 CV                                                   |
| Escrita           | Emili Riu Eusebi Bertrand i Serra | Espot inferior.Espot (1909) 14.000 CV                                                           |
| Noguera Pallaresa | Emili Riu Eusebi Bertrand i Serra | Llavorsí. Salt/Llavorsi (Escaló) (1906) 2.700 CV                                                |
| Bonaigua          | Emili Riu                         | Molino de Sorpe (1913) i estanys Gerber i Cabanes                                               |

Emili Riu no tenia a la seva disposició un equip tècnic que podés fer projectes d'explotació de les concessions que anava obtenint. Per exemple, el 1908 va sol·licitar la col·laboració de l'enginyer Carles Montañès per fer un estudi del projecte del salt d'Esterri amb un pressupost per obres ben reduït; Montañès s'hi negà perquè tenia una altra feina i fer l'estudi era tasca d'un equip, no d'una persona sola.
Lluís Rouvière i Bula era titular des de 1901 de la concessió de 14 salts hidroelèctrics a la vall d'Aran. A la seva mort el 1904 van ser traspassats al banquer madrileny Teófilo Benard. Des del 14 de desembre de 1911 el cunyat d'Emili Riu, Cristòfol Massó era el titular de les concessions. Un any després les va vendre a Emili Riu, qui per la seva part les va revendre el 1923 a l'empresa que ell dirigia, la Sociedad Productora de Fuerzas Motrices juntament amb la resta de concessions de les quals n'era titular.

### Concessions mineres
Emili Riu també va obtenir els drets d'explotació de diverses mines de carbó, com eren "La Pallaresa","Rabella" i "La Pallaresa segunda" i també una mina d'hulla, la "Paquita". Aquests era el combustible de les centrals tèrmiques. El 1912 Riu vendria aquests drets a Energia Elèctrica de Catalunya, empresa de la qual era soci quan aquesta empresa va posar en funcionament la Central tèrmica de Sant Adrià de Besòs.

### Energia Elèctrica de Catalunya
Un cop obtinguda la concessió d'explotació hidroelèctrica de diferents conques fluvials i tenir un estudi de la viabilitat econòmica de la seva explotació Emili Riu va buscar el capital necessari. Degut a les reticències de la banca catalana, el buscà activament a l'estranger. Anà a Londres, centre financer europeu, però allà no assolí res.
Hi han indicis que la Compagnie Générale d'Électricité, companyia francesa fabricant de material elèctric que buscava projectes hidroelèctrics per poder vendre els seus equips, contactés amb Emili Riu buscant una associació per poder establir-se a Catalunya. Sigui com sigui, el 18 de novembre de 1911 Emili Riu constituí a Barcelona l'empresa Energia Elèctrica de Catalunya amb la societat francesa Compagnie Générale d'Électricité subscrivint la major part dels 10 milions de pessetes que es van emprar per iniciar el projecte i la suïssa Société Suisse d'Industrie Électrique com a soci addicional. Emili Riu hi invertí 300.000 pessetes i era membre del consell d'administració de la societat. Energia Elèctrica de Catalunya començà la construcció de la primera gran central hidroelèctrica del país, que seria la de Capdella.
Però mentre la seva gran rival, la Barcelona Traction, invertia fortament tant en crear capacitat de producció com en empreses distribuïdores i consumidores, Energia Elèctrica de Catalunya ho feu principalment en centrals productores d'energia. A finals de 1912, la Barcelona Traction va subscriure les ampliacions de capital d'Energia Elèctrica de Catalunya i passà a controlar-ne el 49 % del capital i tenir 6 dels 13 membres del consell d'administració. així com tenir l'opció de comprar la totalitat de les accions. Entre 1923 i 1924 aprofitant les dificultats financeres que patien els principals accionistes d'Energia Elèctrica de Catalunya, la Barcelona Traction comprà la totalitat de les accions.

### Forces Hidràuliques de l'Alt Pirineu
El febrer de 1913 va constituir la societat Forces Hidràuliques de l'Alt Pirineu, la qual efectuà avantprojectes de centrals a la vall de la Noguera de Tor, afluent de la Noguera Ribagorçana, però tot i els estudis realitzats els aprofitaments van quedar pendents de realitzar.

### Productora de Fuerzas Motrices
Emili Riu, a partir de les concessions hidràuliques que disposava personalment a la part baixa del riu Flamisell i a la vall d'Aran (aquestes últimes estaven a nom del seu cunyat, Cristòfol Massó i Escofet), va acordar amb Energia Elèctrica de Catalunya la construcció de la nova central de la Pobla de Segur al riu Flamisell, havent de vendre la seva producció a Energia Elèctrica de Catalunya. Amb aquest objectiu Emili Riu va constituir el 5 d'abril de 1917 la Sociedad Productora de Fuerzas Motrices, amb capital basc.
Formaven el Consell d'Administració el president, Emili Riu, que va ser-ho fins a la seva mort el 1928; el vicepresident, Benito Marco Gardoqui i com a vocals Cristòfol Massó, Pere Corominas, Luis de Aranguren i Antonio P. Sasia.
La societat inicià ben aviat la construcció de les centrals, començant per la Central Hidràulica de la Pobla de Segur, finalitzada el 1920 i la Central hidroelèctrica del Congost. El següent pas el feren a les concessions de la Vall d'Aran; l'any 1920 van començar els treballs a la Central hidroelèctrica de Cledes (a la localitat aranesa de Les) que no es van poder posar en marxa fins al juliol de l'any 1929, un cop resolts problemes constructius, financers i de permisos. Les dificultats financeres foren resoltes amb un conveni signat entre el Banc de Catalunya i la Productora el 23 de març de 1924. El 1924 Emili Riu va patir una embòlia i va morir el 1928: no va poder veure la Central hidroelèctrica de Cledes en funcionament.